# Desa Kendal (administrativ by i Indonesien, Jawa Timur, lat -8,14, long 111,00)
Desa Kendal är en administrativ by i Indonesien.   Den ligger i provinsen Jawa Timur, i den västra delen av landet, 500 km öster om huvudstaden Jakarta. Desa Kendal ligger vid sjön Tlogo Goyangwarak.